# Reality Killed the Video Star
Reality Killed the Video Star — восьмой студийный альбом британского поп-певца Робби Уильямса. Релиз альбома состоялся 9 ноября 2009 года в Великобритании и 17 ноября в США.

## Об альбоме
Главным продюсером альбома стал Тревор Хорн, легендарная песня которого, «Video Killed the Radio Star», была обыграна в названии альбома. Альбом не содержит хитов, кроме «Bodies»; несмотря на это, альбом вернул Робби Уильямса на первые строчки хит-парадов.
Словом «Deceptacon» называют девушек, которые на первый взгляд (благодаря косметике, либо освещению, либо нетрезвому состоянию смотрящего) кажутся красивыми, но на самом деле таковыми не являются.
Альбом был представлен в Лондоне 20 октября 2009 года в рамках BBC Electric Proms. Концерт показывали 200 европейских кинотеатрах в прямом эфире, а спустя несколько недель и в Австралии, Мексике, ЮАР.
Reality Killed the Video Star продан в количестве 1,000,000 на родине певца и порядка 3,000,000 по всему миру.

## Синглы
- Песня «Bodies» стала первым синглом с нового альбома. Релиз песни на радиостанции BBC Radio 1 состоялся 4 сентября 2009 года. Она достигла места в топ-5 и топ-10 во многих странах Европы и Австралии.
- Песня «You Know Me» стала вторым синглом.
- Песня «Morning Sun» стала третьим синглом. Релиз состоялся 8 марта.

## Список композиций
1. «Morning Sun»
2. «Bodies»
3. «You Know Me»
4. «Blasphemy»
5. «Do You Mind?»
6. «Last Days of Disco»
7. «Somewhere»
8. «Deceptacon»
9. «Starstruck»
10. «Difficult for Weirdos»
11. «Superblind»
12. «Won’t Do That»
13. «Morning Sun (Reprise)»
14. «Arizona» (iTunes Bonus Track)